# Asociación Venezolana de Esperanto
La Asociación Venezolana de Esperanto (AVE; en Esperanto como: Venezuela Esperanto-Asocio, VEA) es una asociación esperantista venezolana fundada en la ciudad de Caracas.

## Historia
Fue fundada por Benito Losada (en la literatura conocida como "Paco-Tillero") en 1912 en Maturín.
Luego de algunos años de operación dejó de operar y el 27 de noviembre de 1974 fue refundada, solicitada y recibió la condición de asociación nacional de la Asociación Universal de Esperanto.  Durante las décadas de 1970 y 1980 participaron Octavo de Diego, Fernando de Diego, Manuel Nebra Val, Féliz García Blázquez, Juan Eduardo Bachrich, Lino Moulines, Antonio Lauro, Jorge y Esteban Mosonyi, Andres Turrisi y Agnes Waldman.  Durante ese tiempo también apareció su órgano oficial Estrella Venezolana.
Durante la década de 1980, el activista francés Floreal Gabalda y su esposa checa Liba Gabalda se unieron a los activistas nacionales, quienes junto a Rafael Mejias, Maritza Graziani, Alfredo Portillo, Raymonde y Brigitte Clarac agregaron una renovación al movimiento.